# 大衛·巴頓
大衛·巴頓（英語：David Button；1989年2月27日—）是一位英格蘭足球運動員。在場上的位置是守門員。現效力於英冠球隊伊普斯威奇，曾效力於英格蘭足球冠軍聯賽球隊賓福特足球會。他也代表英格蘭各級國青隊參賽。

## 外部連結
- David Button player profile at Tottenham Hotspur
- David Button England stats[] at The Football Association
- 足球数据库：大衛·巴頓的球员统计数据